# Olavi Ulm
Olavi Ulm (* 28. August 1941 in Tallinn; † 27. April 2023) war ein estnischer Radrennfahrer und nationaler Meister im Radsport.

## Sportliche Laufbahn
Ulm war im Straßenradsport, im Bahnradsport und im Querfeldeinrennen (heutige Bezeichnung Cyclocross) aktiv. 1955 begann er in seiner Heimatstadt mit dem Radsport. Von 1960 bis 1968 gewann er 15 estnischer Meistertitel auf der Straße, der Bahn und im Querfeldeinrennen. Dazu kam eine Reihe zweiter und dritter Plätze. 1960 gewann er die nationale Meisterschaft im Straßenrennen. Nach 1940 fanden die Meisterschaften innerhalb der Sowjetunion und galten als Meisterschaftsrennen der Sowjetrepublik Estland. 1963 gewann er eine Etappe der Baltic-Rundfahrt. In der Woche des internationalen Radsports der DDR 1968 wurde er Zweiter der Gesamtwertung. Im Rennen der Amateure bei den Straßenradsport-Weltmeisterschaften 1966 wurde 49.